# NGC 6812
NGC 6812 (другие обозначения — PGC 63625, ESO 185-15, AM 1941-552) — линзообразная галактика (S0) в созвездии Телескоп.
Этот объект входит в число перечисленных в оригинальной редакции «Нового общего каталога».